# Galium paniculatum
Galium paniculatum är en måreväxtart som först beskrevs av Aleksandr Andrejevitj Bunge, och fick sitt nu gällande namn av Evgeniia Georgievna Pobedimova. Galium paniculatum ingår i släktet måror, och familjen måreväxter. Inga underarter finns listade i Catalogue of Life.